# Ciência Rural
Ciência Rural is een Braziliaans, aan collegiale toetsing onderworpen open access wetenschappelijk tijdschrift op het gebied van de landbouwkunde.
Het wordt uitgegeven door de Universidade Federal de Santa Maria en verschijnt tweemaandelijks.
Het eerste nummer verscheen in 1995.